# ووسکان یروانتسی
ووسکان یروانتسی (ارمنی: Ոսկան Երեւանցի؛ زاده ۱۶۱۴ - درگذشته ۱۶۷۴) یکی از نخستین چاپگران کتاب ارمنستان در بین سال‌های ۱۶۴۰ تا ۱۶۶۶ بود. وی در ۱۳ اکتبر ۱۶۶۸ کتاب مقدس در آمستردام به چاپ رساند؛ که گمان می‌رود یکی از بهترین نمونه‌های قدیمی صنعت چاپ ارمنی بوده‌است.